# 内谷 (戸田市)
内谷（うちや）は、埼玉県戸田市の大字。現行行政地名は大字内谷。またさいたま市南区に同名の町丁があり、旧戸田町時代に浦和市に内谷の一部を編入した経緯から、内谷の地名がある。もとは江戸期より存在したひとつの内谷村であった。郵便番号は335-0000。

## 地理
戸田市西部の沖積平野（荒川低地）に位置する。浦和市（現さいたま市）内谷に編入されなかったエリアが現在も彩湖周辺に残っている。さいたま市南区松本、美女木、和光市下新倉、和光市新倉、朝霞市下内間木、重瀬、曲本と隣接する。大字美女木とは複雑に入り組んだ境界線を描いている。また内谷に大字美女木の飛地が幸魂大橋周辺に二ヶ所存在する。また、地区の北側の重瀬との境界線上や、南側の和光市との境界線上には荒川の旧流路があった。その旧流路由来の河跡湖が一部残っている。地区のほぼ全域が荒川左岸の堤外地（河川敷）に位置され、市街化調整区域となっていて人口は0人である。堤外地であるため増水時は冠水する。

### 河川
- 荒川
- 荒川左岸排水路

## 歴史
もとは江戸期より存在した武蔵国足立郡笹目領に属した内谷村で、古くは中世末期頃より見出せる高鼻荘に属したと云われている。村高は正保年間の『武蔵田園簿』では571石余（田407石余、畑163町余）、『元禄郷帳』および『天保郷帳』では523石余であった。助郷は中山道蕨宿に出役していた。村の規模は東西20町、南北10町余であった。
- はじめは幕府領、1663年（寛文3年）より知行は旗本大岡氏および幕府領[4]。なお、検地は1629年（寛永6年）、1697年（元禄10年）に実施。また、新田を領しその検地は1744年（延享元年）に実施[4]。
- 幕末時点では足立郡内谷村であった。明治初年の『旧高旧領取調帳』の記載によると、代官大竹左馬太郎支配所が管轄する幕府領と旗本大岡主水の知行であった[7]。
- 1868年（慶応4年）6月19日 - 旧幕府領が武蔵知県事・山田政則（忍藩士）の管轄となる。
- 1869年（明治2年）
  - 1月13日 - 武蔵知県事・宮原忠英の管轄区域に大宮県を設置、同県の管轄となる。県庁は東京府馬喰町に置かれる。
  - 9月29日 - 県庁が浦和に置かれ浦和県に改称。
  - 12月2日 - この日までに旗本領が上知され、浦和県の管轄となる（府藩県三治制も参照）。
- 1871年（明治4年）11月13日 - 第1次府県統合により埼玉県の管轄となる。
- 1879年（明治12年）3月17日 - 郡区町村編制法により成立した北足立郡に属す。郡役所は浦和宿に設置。
- 1889年（明治22年）4月1日 - 町村制施行により北足立郡内谷村・曲本村・美女木村・松本新田が合併し美谷本村が成立し美谷本村の大字内谷となる[8]。
- 1918年（大正7年） - 荒川の改修に着手、用地買収を開始する[9]。
- 1943年（昭和18年）4月1日 - 美谷本村・笹目村が合併し美笹村成立し[8]、美笹村の大字となる。
- 1957年（昭和32年）7月20日 -　美笹村が戸田町と合併し[8]、戸田町の大字となる。
- 1959年（昭和34年）4月1日 - 戸田町の大字内谷の一部が分離され、浦和市の大字内谷が成立する。また、旧美笹村北部の曲本の一部及び松本新田・堤外が分離し、浦和市に編入される[8]。
- 1966年（昭和41年）10月1日、市制施行により戸田市となり[10]、戸田市の大字となる。
- 1977年（昭和52年） - 彩湖・道満グリーンパークが開園する。
- 1977年（昭和52年）2月1日 - 地内にヤクルト戸田球場が開場する。
- 1992年（平成4年）11月26日 - 地内に幸魂大橋が建設され、国道298号（東京外かく環状道路）の供用を開始する。翌日に東京外環自動車道が開通する。
- 1997年（平成9年）
  - 3月 - 荒川第一調節池（彩湖）が完成する。
  - 6月1日 - 地内に彩湖自然学習センターが開館する。

### 内谷村に存在していた小字
- 新手[11]・捨町目・蓑切・永町・田畑前・番匠目・平野・平野飛地（二ヶ所あり）・前原・大野・夏浜（二ヶ所あり）

## 小・中学校の学区
大字内谷に学区（校区）は設定されていない。

## 交通
地内に鉄道は敷設されていない。

### 道路
- 東京外環自動車道
- 国道298号（東京外かく環状道路）

### バス
地内にバス路線は存在しないが、東側の美女木七丁目に設置されている国際興業バスの「彩湖道満グリーンパーク入口」停留所が最寄の停留所となる。

## 史跡
- 道満河岸・渡し - 彩湖・道満グリーンパーク内にある。これ以外にも地内には大野の渡しがあった[4]。

## 施設
- 荒川第一調節池
- 彩湖自然学習センター
- 彩湖・道満グリーンパーク
  - 美谷本第二横堤 - 荒川横堤のひとつ。
- ヤクルト戸田球場
- 戸田パブリックゴルフコース（一部）